# The Mr. Potato Head Show
The Mr. Potato Head Show je američka humoristična serija, koju su osmislili 1998. Dan Clark i Doug Langdale.

## Glasovi
- Kevin Carlson - Mr. Potato Head
- Greg Ballora - Baloney
- Debra Wilson - Queenie Sweet Potato / Miss Licorice Lips
- Julianne Buescher - Potato Bug / Betty the Kitchen Fairy
- James Murray - Canny / Johnny Rotten Apple / Dr. Fruitcake / Mr. Giblets
- Mark Bryan Wilson - Ham Monster
- Brian Jacobs - Mr. Happy Whip / TV Guy
- Lisa Kaplan - TV Guy
- Doug Langdale - Writer